# Pretextata
Pretextata (em latim: Praetextata) foi uma nobre romana do século IV. Era esposa de Júlio Festo Himécio, o procônsul da África, e faleceu ca. 400. Provavelmente era aparentada com o prefeito pretoriano Vécio Agório Pretextato, talvez sua irmã. Sabe-se que era pagã e que tentou fazer Eustóquio, o sobrinho paterno de seu marido, a se interessar por finos vestidos.